# Кошелевка (село, Московская область)
Кошелевка — село в Ступинском районе Московской области в составе Городского поселения Малино.

## География
Кошелевка расположена на севере центральной части района, на безымянном ручье бассейна реки Городенка, высота центра деревни над уровнем моря — 180 м. Ближайшие населённые пункты — деревни Каменка, около 1,5 км на запад и Николо-Тители — в 2,5 км на юго-восток.

## История
Деревня принадлежала Долгоруковым, впервые в исторических документах, как Александровка, упоминается в 1762 году, с 1774 года — Александровка, Кошелевка тож, с XIX века, как Кошелевка.
До 2006 года — входила в Березнецовский сельский округ).
Постановлением Губернатора Московской области от 22 февраля 2019 года № 78-ПГ категория населённого пункта изменена с «деревня» на «село».

## Население
| 2002 | 2006 | 2010 |
| ---- | ---- | ---- |
| 93   | ↘69  | ↘56  |

## Инфраструктура
На 2016 год в Кошелевке 5 улиц.

## Транспорт
Село связано автобусным сообщением с Малино

## Религия
В конце XIX века в Кошелевке была построена деревянная часовня-храм (приписанная к церкви в Кишкино) и отремонтированная в 1907 году, уничтоженная в XX веке.
С 2011 года действует церковь во имя преподобного Василия Нового Константинопольского.
2 мая 2017 года в храме прп. Василия Нового Константинопольского в селе Кошелевке была совершена первая Божественная Литургия.